# Мови Нікарагуа
Офіційною мовою Нікарагуа є іспанська; нікарагуанці на карибському узбережжі розмовляють на місцевих мовах, а також англійською. В населених пунктах, розташованих на березі Карибського моря, також мають можливість навчатися на рідній мові.

## Мови
В Нікарагуа розмовляють на таких мовах: гарифуна, іспанська, манге, маталагпа, маянгна, мискито, нікарагуанська жестова, нікарагуанська креольська, рама, субтіаба, улва.

## Іспанська мова

### Фонетика та фонологія
Певна характеристика нікарагуанської фонології включає в себе:
- / S / в кінці складу і перед голосним вимовляється як [h].
- J (/ x /) є придиховим, м'яким як / h / в англійському (наприклад, Yahoo).
- Немає ніякої плутанини між / l / і / r /, як в карибській мові.
- / S /, / z / та в деяких випадках / c / (як в  cerrar ) вимовляється як / s /.

## Мови корінних народів
Декілька корінних народів на карибському узбережжі досі розмовляють на своїй рідній мові, зазвичай на таких мовах: мискито, рама, сумо. Інші розмовні мови включають в себе гарифуна.

## Мови меншин
В Нікарагуа багато меншин. Багато етнічних груп, такі як китайські нікарагуанці і палестинські нікарагуанці, зберегли свої одвічні корені, де також розмовляють іспанською або/і англійською. Мови меншин включають також китайську, арабську, німецьку, італійську.